# Creel
Creel är en ort i Mexiko.   Den ligger i kommunen Bocoyna och delstaten Chihuahua, i den nordvästra delen av landet, 1 300 km nordväst om huvudstaden Mexico City. Creel ligger 2 346 meter över havet och antalet invånare är 5 011.
Terrängen runt Creel är kuperad åt nordost, men åt sydväst är den platt. Runt Creel är det glesbefolkat, med 12 invånare per kvadratkilometer. Creel är det största samhället i trakten. Omgivningarna runt Creel är i huvudsak ett öppet busklandskap.